# 亚历山德拉·沃尔什
亚历山德拉·沃尔什（英語：Alexandra Walsh，2001年7月31日—）生于田纳西州纳什维尔，是一名美国女子游泳运动员，主项是混合泳。她于2020年进入弗吉尼亚大学，开始代表该校校队参加校际比赛。她的妹妹Gretchen同样从事游泳运动，并且和她同样选择了弗吉尼亚大学。母亲Glynis也曾代表波士顿学院参加游泳比赛。